# Zakład wyrobów sanitarnych Radimp
Zakład wyrobów sanitarnych Radimp – polskie przedsiębiorstwo produkujące ceramikę sanitarną, zlokalizowane w Radomiu. Jest najstarszym zakładem tego typu w Polsce.
Zakład powstał w roku 1896 pod nazwą Fabryka wyrobów fajansowych. W okresie PRL zakład miał swoją filię również przy ulicy Słowackiego, w której produkowano płytki. Po kilkunastu latach zakład został zlikwidowany, a firma skupiła się na produkcji wyposażenia łazienek. Do roku 1996 zakład był własnością państwa, następnie prywatny przedsiębiorca wykupił prawa do fabryki. Firma stała się częścią spółki Elbar-Katowice.
Zakład produkuje towar, który rozprowadzany jest nie tylko na terenie Polski, ale także na Litwie, Łotwie, w Estonii, Finlandii, Rosji, Ukrainie, Szwecji, Norwegii, Grecji, Czechach, Słowacji, Szwajcarii oraz Węgrzech. W 2011 firma obchodziła jubileusz 115-lecia istnienia. Na fali kryzysu, który nawiedził Europę w 2009 roku, z zakładu zwolniono wówczas ponad 40 osób. Problemy ze sprzedażą produktów wymusiły na zakładzie wdrożenie nowej strategii sprzedaży oraz przebudowanie oferty pod względem cen oraz designu produktów (2009-2011).
W sierpniu 2012 roku Grupa Armatura, za pośrednictwem spółki celowej Armadimp SA, nabyła zorganizowaną część przedsiębiorstwa działającą pod nazwą Zakłady Wyrobów Sanitarnych RADIMP z Radomia.